# George Phillips Bond
George Phillips Bond (ur. 20 maja 1825, zm. 17 lutego 1865) – amerykański astronom; odkrywca Hyperiona, ósmego księżyca Saturna (1848); syn Williama Bonda.
W 1850, wraz z J. A. Whipplem wykonał pierwsze zdjęcie gwiazdy (Wega) i gwiazdy podwójnej (Mizar). Od 1859 aż do śmierci dyrektor Harvard College Observatory. Prowadził badania mgławicy Oriona, Plejad i gwiazd podwójnych. Odkrył kilkanaście obiektów, które znalazły się w New General Catalogue, choć większość z nich okazała się gwiazdami.
Zmarł na gruźlicę.

## Wyróżnienia
- Złoty Medal Królewskiego Towarzystwa Astronomicznego (1865)
- Jego nazwiskiem ochrzczono:
  - górę Bond w New Hampshire w USA
  - krater księżycowy G. Bond
  - krater marsjański Bond
  - region na księżycu Hyperion (Bond-Lassell Dorsum)
  - albedo Bonda
  - asteroidę (767) Bondia, również nazwiskiem ojca
  - przerwę Bonda w pierścieniu C Saturna, również nazwiskiem ojca